# Вімблдонський турнір 2021
Вімблдонський турнір 2021 проходив з 28 червня по 11 липня 2021 року на кортах Всеанглійського клубу лаун-тенісу і крокету в передмісті Лондона Вімблдоні. Це був 134-й Вімблдонський чемпіонат, а також третій турнір Grand Slam з початку року. Турнір входить до програм ATP та WTA турів.
В індивідуальному розряді серед чоловіків та жінок титули захищав серб Новак Джокович та повинна була захищати румунка Симона Халеп, але вона знялася перед початком турніру через травму.

## Огляд подій та досягнень
Серб Новак Джокович здобув свій шостий вімблдонський титул й двадцятий титул Grand Slam загалом. Він зрівнявся за кількістю виграних меджорів із Роджером Федерером та Рафаелем Надалем. 
У жінок перемогла австралійка Ешлі Барті, здобувши свій другий грендслем.
Змагання чоловічих пар виграла хорватська пара Мате Павич та Нікола Мектич. Для обох це перший вімблдонський титул, для Павича це третій титул Grand Slam у парному розряді серед чоловіків, й, враховуючи перемоги у міксті, п'ятий загалом.  Мектич має в своєму активі ще один титул Grand Slam у міксті.
Змагання жіночих пар виграли Сє Шувей із Тайваню й бельгійка Елісе Мертенс. Для Сє це третій виграний у парі  Вімблдон і четвертий парний титул Grand Slam загалом, для Мертенс це перша перемога на Вімблдоні й третій парний мейджор.  Мертенс очолила парний рейтинг WTA.
Британсько-американський дует Ніл Скупскі / Дезіре Кравчик виграв змагання змішаних пар. Для Скупскі це перший титул Grand Slam, для Кравчик — другий підряд.

## Результати фінальних матчів

### Дорослі
| Одиночний розряд. Джентльмени (Детальніше) |                                     |                         |
| Новак Джокович                             | Маттео Берреттіні                   | 6–7(4–7), 6–4, 6–4, 6–3 |
|                                            |                                     |                         |
| Одиночний розряд. Леді (Детальніше)        |                                     |                         |
| Ешлі Барті                                 | Кароліна Плішкова                   | 6–3, 6–7(4–7), 6–3      |
|                                            |                                     |                         |
| Парний розряд. Джентльмени (Детальніше)    |                                     |                         |
| Нікола Мектич Мате Павич                   | Марсель Гранольєрс Орасіо Себальйос | 6–4, 7–6(7–5), 2–6, 7–5 |
|                                            |                                     |                         |
| Парний розряд. Леді (Детальніше)           |                                     |                         |
| Сє Шувей Елісе Мертенс                     | Вероніка Кудерметова Олена Весніна  | 3–6, 7–5, 9–7           |
|                                            |                                     |                         |
| Мікст (Детальніше)                         |                                     |                         |
| Ніл Скупскі Дезіре Кравчик                 | Джо Солсбері Гаррієт Дарт           | 6–2, 7–6(7–1)           |
|                                            |                                     |                         |

### Юніори
| Одиночний розряд. Хлопці                  |                                 |               |
| Самір Банерджі                            | Віктор Лілов                    | 7–5, 6–3      |
|                                           |                                 |               |
| Одиночний розряд. Дівчата                 |                                 |               |
| Ане Монтегі дель Ольмо                    | Настасія Шунк                   | 2–6, 6–4, 6–1 |
|                                           |                                 |               |
| Парний розряд. Хлопці                     |                                 |               |
| Едас Бутвілас Алехандро Мансанера Пертуса | Даніель Рінкон Абедалла Шельбай | 6–3, 6–4      |
|                                           |                                 |               |
| Парний розряд. Дівчата                    |                                 |               |
| Христина Дмитрук Діана Шнайдер            | Софія Костулас Лаура Гієтаранта | 6–1, 6–2      |
|                                           |                                 |               |